# Annamaria Solazzi
Annamaria Solazzi (Ancona, 10 december 1965) is een voormalig beachvolleyballer uit Italië. Met Laura Bruschini werd ze driemaal Europees kampioen. Verder nam ze tweemaal deel aan de Olympische Spelen.

## Carrière
Solazzi debuteerde eind 1994 met Consuelo Turetta in de FIVB World Tour bij het Open-toernooi van Santos. Het tweetal vormde vervolgens tot halverwege 1996 een team. Ze speelden in die periode veertien wedstrijden in de World Tour en kwamen daarbij tot drie toptienklasseringen; ze werden zevende in La Serena en negende in Busan en Brisbane. Daarnaast namen ze in Atlanta deel aan het eerste olympische beachvolleybaltoernooi. Ze verloren in de tweede ronde van het Braziliaanse duo Mônica Rodrigues en Adriana Samuel en werden in de herkansing daarna definitief uitgeschakeld door Merita Berntsen en Ragni Hestad uit Noorwegen.
Na de Spelen vormde Solazzi een team met Laura Bruschini. Het duo won datzelfde jaar de bronzen medaille bij de Europese kampioenschappen in Pescara ten koste van het Deense tweetal Camilla Funck en Pernille Jørgensen. Verder namen ze deel aan vier toernooien in de World Tour waarbij ze enkel toptienklasseringen behaalden; in Espinho en Oostende eindigden ze als vijfde. Het seizoen daarop deden ze mee aan acht reguliere FIVB-toernooien met twee zevende plaatsen (Pescara en Salvador) als beste resultaat. In Los Angeles nam het duo verder deel aan de eerste wereldkampioenschappen beachvolleybal; ze bereikten de achtste finale waar ze werden uitgeschakeld door de Amerikanen Lisa Arce en Holly McPeak. In eigen land wonnen Solazzi en Bruschini bovendien de Europese titel ten koste van hun landgenoten Daniela Gattelli en Lucilla Perrotta.
In 1998 namen ze deel aan acht toernooien in de World Tour – waaronder de Goodwill Games in New York – waarbij ze tweemaal als vierde eindigden (Osaka en Dalian). Ook bij de Goodwill Games eindigde het tweetal als vierde nadat de wedstrijd om het brons verloren werd van Arce en McPeak. Bij de EK in Rodos wonnen Solazzi en Bruschini de bronzen medaille door de Zwitsers Margot Schläfli en Nicole Schnyder-Benoit in de troostfinale te verslaan. Het daaropvolgende seizoen begon het duo met twee negende plaatsen bij de Open-toernooien van Acapulco en Toronto. Bij de WK in Marseille verloren ze in de tweede ronde van het Braziliaanse tweetal Adriana Bento Buczmiejuk en Monica Paludo waarna ze in de herkansing gelijk werden uitgeschakeld door de Australiërs Angela Clarke en Natalie Cook. Na afloop van het toernooi volgden in de World Tour twee negende (Espinho en Osaka) en een zevende plaats (Dalian). In Palma de Mallorca werden Solazzi en Bruschini vervolgens voor de tweede keer Europees kampioen door Anabelle Prawerman en Cécile Rigaux uit Frankrijk in de finale te verslaan. Ze sloten in november het seizoen af met een zeventiende plaats bij het Open-toernooi van Salvador.
In 2000 speelde het duo zeven wedstrijden in de mondiale competitie met twee vijfde plaatsen (Cagliari en Dalian) als beste resultaat. Daarnaast prolongeerden ze in Getxo hun Europese titel tegen de Duitsers Danja Müsch en Jana Vollmer. Bij de Olympische Spelen eindigden Solazzi en Bruschini als vijfde nadat ze de kwartfinale van de latere kampioenen Kerri Pottharst en Natalie Cook verloren hadden. Het jaar daarop deed het tweetal mee aan zes reguliere FIVB-toernooien. Ze eindigden daarbij tweemaal als zevende (Gran Canaria en Espinho) en eenmaal als negende (Cagliari). Bij de WK in Klagenfurt bereikten ze de kwartfinale waar ze werden uitgeschakeld door het Tsjechische duo Eva Celbová en Soňa Nováková. Daarnaast speelde Solazzi een wedstrijd in de World Tour met Giseli Gavio. In 2002 namen Solazzi en Bruschini deel aan zeven toernooien in de World Tour; ze eindigden als vijfde in Madrid en als negende in Rodos en Mallorca. Bij de EK in Bazel verloren ze in de derde ronde van Gattelli en Perrotta; in de herkansing werden ze vervolgens uitgeschakeld door Stephanie Pohl en Okka Rau uit Duitsland.
Het jaar daarop kwamen ze bij negen toernooien op het mondiale niveau niet verder dan een negende plaats in Gstaad. In Rio de Janeiro strandde het duo bij de WK in de groepsfase nadat ze geen enkele set wisten te winnen. In 2004 speelden Solazzi en Bruschini elf wedstrijden in de World Tour met een negende plaats in Milaan als beste resultaat. Bij de EK in Timmendorfer Strand bereikten ze de kwartfinale waar het Zwitserse duo Simone Kuhn en Nicole Schnyder-Benoit te sterk was. In september dat jaar nam Solazzi met Diletta Lunardi deel aan het Open-toernooi van Rio en het seizoen daarop vormde ze een duo Nicoletta Luciani. Bij vier reguliere toernooien in het mondiale circuit kwamen ze niet verder dan tweemaal plaats vijf-en-twintig. Solazzi sloot haar internationale carrière op hoogste niveau af bij de WK in Berlijn. Daar verloor het tweetal in de eerste ronde van het Amerikaanse duo McPeak en Jennifer Kessy, waarna ze in de herkansing definitief werden uitgeschakeld door Angela Clarke en Kylie Gerlic uit Australië.

## Palmares
Kampioenschappen
- 1996:  EK
- 1997:  EK
- 1997: 9e WK
- 1998:  EK
- 1999:  EK
- 2000:  EK
- 2000: 5e OS
- 2001: 5e WK